# Stazione di Borgo (Francia)
La stazione di Borgo (in francese: Gare de Borgo, in corso: Gara di Borgu) è una fermata ferroviaria della linea Bastia-Ajaccio a servizio dell'omonimo comune corso.
Di proprietà della Collectivité Territoriale de la Corse (CTC), è gestita dalla Chemins de fer de la Corse (CFC).

## Storia
La fermata fu aperta il 1º febbraio 1888 assieme al tronco Bastia-Corte della Bastia-Ajaccio.
In origine era una stazione con il tipico fabbricato viaggiatori e un binario per gli incroci. Successivamente fu declassata a fermata in piena linea e il secondo binario fu disarmato.
Nel 2005, dopo i lavori di riammodernamento del tronco Bastia-Casamozza, il secondo binario è stato ripristinato. Tuttavia non sono stati posizionati i necessari impianti di segnalamento e protezione, per cui secondo il regime di circolazione del 2010 risulta essere ancora una fermata.

## Strutture ed impianti
Il fabbricato viaggiatori si presenta nella tipica forma delle piccole stazioni delle linee corse. Al 2007 risulta essere un'abitazione privata.
I due binari risultano serviti da due banchine, entrambe in terra battuta. Sul primo binario è presente una pensilina in muratura.

## Movimento
La stazione è servita da due linee locali, espletate dalla CFC:
- la Bastia-Ajaccio;
- la Bastia-Casamozza.